# Spiel (Titz)
Spiel is een plaats in de Duitse gemeente Titz, deelstaat Noordrijn-Westfalen, en telt 210 inwoners (2006).